# Veletos
Os veletos (em latim: Veleti; em alemão:  Wieleten; em polonês/polaco:  Wieleci), wiltzes ou wilzes (latim: Wiltzi; alemão: Wilzen) foram um grupo de tribos medievais eslava ocidental que habitou o território equivalente ao atual nordeste da Alemanha (ver eslavos polábios). Juntamente com outros grupos de eslavos que habitavam a região entre os rios Elba e Oder, eram descritos pelas fontes germânicas como vendos. No fim do século X ficaram conhecidos como liutizianos. Eginardo referiu-se a eles, em sua biografia de Carlos Magno, Vida de Carlos Magno, como velátabos